# 惠方卷
惠方卷（日语：／ ehōmaki */?），一种發源自大阪的寿司飯捲，由海苔包裹醋飯及餡料捲製而成，內捲腌葫芦条、黄瓜、鸡蛋卷、鳗鱼、肉松、椎茸等七種食材，代表着「七福神」。在节分日食用，象徵着把福气卷起来吃掉，有去災避邪、祝願生意興旺的功用。因此也有「招福卷」、「幸运卷」、「开运卷」、等名稱。

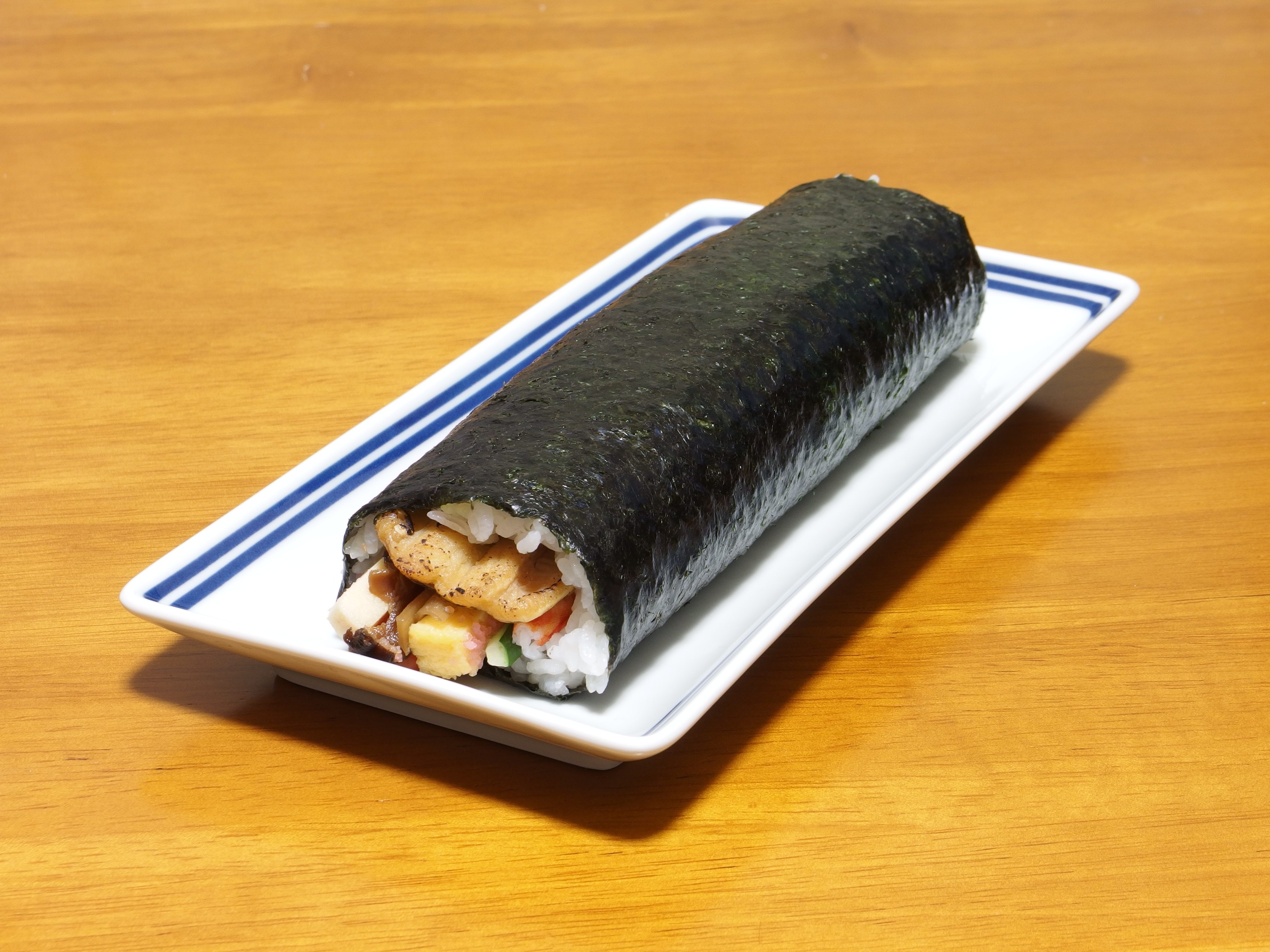
惠方卷

「惠方」的「惠」是「惠利、有利」的意思，「惠方」則是「有利的方向」的意思。據說惠方是「惠方神」（也叫年德神、歳神、歳徳神）來到的方位，每年都會不一樣，在節分日向着當年的惠方吃惠方卷，就會大吉大利。

## 外部連結
- 幸运的方向计算 （页面存档备份，存于）